# Električni klavir
Električni klavir je muzički instrument koji proizvodi zvukove kada izvođač pritisne dirke muzičke tastature u stilu klavira. Pritiskom na dirke mehanički čekići udaraju u metalne žice, metalne trske ili žičane zupce, što dovodi do vibracija koje se magnetnim prihvatačima pretvaraju u električne signale, a zatim se povezuju sa pojačivačem instrumenta i zvučnikom kako bi zvuk bio dovoljno glasan za izvođača i publiku. čuti. Za razliku od sintisajzera, električni klavir nije elektronski instrument. Umesto toga, to je elektro-mehanički instrument. Neki rani električni klaviri koristili su dužine žice da bi proizveli ton, poput tradicionalnog klavira. Manji električni klaviri koristili su kratke čelične pločice za izradu tona (lamelofon sa klavijaturom i prihvatačima). Najraniji električni klaviri su izumljeni krajem 1920-ih; veliki električni klavir iz Neo-Bečstajna iz 1929. bio je među prvima. Verovatno najraniji model bez žica bio je Vivi-Ton klavir Lojda Loara. Među nekoliko drugih vrednih proizvođača električnih klavira su Boldvin pijano, Organ kompanija i Vurlicer kompanija.
Snimci ranih električnih klavira uključuju snimke Djuka Elingtona 1955. godine i Sun Raovu Indiju, kao i druge numere sa izvođenja 1956. godine, uključene u njegov drugi album Super sonični džez (zvani Super sonični zvukovi). Popularnost električnog klavira počela je da raste krajem pedesetih godina prošlog veka nakon snimka Reja Čarlsa iz 1959. godine „What'd I Say”, dostigavši svoj vrhunac tokom 1970-ih, nakon čega su ih postupno zamenili lakši elektronski klaviri sposobni da proizvode klavirski zvuk bez nedostataka velike težine električnih klavira i pokretnih mehaničkih delova. Još jedan faktor koji je pokretao njihov razvoj i prihvatanje bila je progresivna elektrifikacija popularne muzike i potreba za prenosnim instrumentom sa klavijaturom sposobnim za pojačavanje zvuka velike jačine. Muzičari su usvojili brojne vrste kućnih električnih klavira za rok i pop upotrebu. To je ohrabrilo njihove proizvođače da ih modifikuju za scensku upotrebu, a zatim razvijaju modele prvenstveno namenjene scenskoj upotrebi.
Digitalni klaviri koji pružaju emulirani zvuk električnog klavira u velikoj meri su potisnuli stvarne elektro-mehaničke instrumente tokom 2010-ih, zbog male veličine, male težine i svestranosti digitalnih instrumenata, koji pored tonova klavira mogu da proizvedu ogroman opseg tonova (npr. emulacije zvukova hamond organa, zvukova sintisajzera itd.). Međutim, neki izvođači i dalje nastupaju i snimaju sa starinskim električnim klavirima. Godine 2009, Rodos je proizveo novu liniju elektromehaničkih klavira, poznatu kao Rodos Mark 7, praćenu ponudom Vintidž Vajb.

## Istorija
Neo-Bekstejn električni pijano je izgrađen 1929 godine. Električni klavir Virlang-Forster predstavljen je 1937. godine. Električni klavir RCA Storiton izgrađen je 1939. godine u zajedničkom ulaganju između Stori & Кlarka i RCA. Kutiju je dizajnirao Džon Vasos, američki industrijski dizajner. On je debitovao na Svetskoj izložbi 1939. Klavir ima normalne žice i dejstvo čekića, ali nema zvučnu ploču. Zvuk se pojačava elektromagnetnim prijemnicima, sklopovima i sistemom zvučnika, što ga čini prvim komercijalno dostupnim električnim klavirom.
Mnoge vrste su u početku dizajnirane kao jeftinija alternativa akustičnom klaviru za kućnu ili školsku upotrebu. Neki električni klaviri su dizajnirani sa više tastatura koje su mogle biti povezane za upotrebu u školskim ili fakultetskim laboratorijama za klavir, tako da su nastavnici mogli istovremeno da podučavaju grupu učenika pomoću slušalica.

## Tipovi
„Električni klavir“ je heterogena kategorija koja obuhvata nekoliko različitih instrumenata koji se razlikuju u svojim mehanizmima za stvaranje zvuka i posledičnim timbralnim karakterima.

### Udaračke strune
Električni klaviri Jamaha, Boldvin, Helpinstil i Kavaj su stvarni veliki ili uspravni klaviri sa žicama i čekićima. Modeli Helpinstil imaju tradicionalnu zvučnu ploču; ostali je nemaju, i sličniji su električnoj gitari čvrstog tela. Na klavirima Jamahe, Boldvina i Kavaja, vibracija žica se pretvara u električni signal pomoću piezoelektričnih prihvatača ispod mosta. Instrumenti Helpinstila koriste set elektromagnetnih prijemnika pričvršćenih za okvir instrumenta. Svi ovi instrumenti imaju tonski karakter sličan akustičnom klaviru.

## Literatura
- Burgess, Richard James (2014). The History of Music Production. Oxford University Press. ISBN 978-0-19-938501-0.
- Collins, Mike (2014). In the Box Music Production. CRC Press. ISBN 978-1-135-07433-3.
- Palkovic, Mark (2015). Wurlitzer of Cincinnati: The Name That Means Music To Millions. Arcadia Publishing. ISBN 978-1-626-19446-5.
- Sussman, Richard (2012). Jazz Composition and Arranging in the Digital Age. Oxford University Press. ISBN 978-0-195-38099-6.
- Shepherd, John (2003). Continuum Encyclopedia of Popular Music of the World: VolumeII: Performance and Production. A&C Black. ISBN 978-0-826-46322-7.
- Vail, Mark (2000). Vintage Synthesizers. Backbeat Books. ISBN 978-0-879-30603-8.
- „Tell Me If You Still Care”. okayplayer and YouTube via Anastasia Sytnikova. Приступљено 2019-01-24.
- "Celesta", The New Grove Dictionary of Music and Musicians, second edition, edited by Stanley Sadie and John Tyrrell (London, 2001).
- "Celesta", The New Grove Dictionary of Jazz, second edition, edited by Barry Kernfeld (London, 2002).
- Dolge, Alfred (1911). Pianos and Their Makers: A Comprehensive History of the Development of the Piano from the Monochord to the Concert Grand Player Piano. Covina Publishing Company.
- Isacoff, Stuart (2012). A Natural History of the Piano: The Instrument, the Music, the Musicians – From Mozart to Modern Jazz and Everything in Between. Knopf Doubleday Publishing.
- Fine, Larry; Gilbert, Douglas R (2001). The Piano Book: Buying and Owning a New or Used Piano (4th ed.). Jamaica Plain, MA: Brookside Press. ISBN 1-929145-01-2. Gives the basics of how pianos work, and a thorough evaluative survey of current pianos and their manufacturers. It also includes advice on buying and owning pianos.
- Good, Edwin M. (2001). Giraffes, black dragons, and other pianos: a technological history from Cristofori to the modern concert grand (2nd ed.). Stanford, CA: Stanford University Press. ISBN 0-8047-4549-8. is a standard reference on the history of the piano.
- Pollens, Stewart (1995). The Early Pianoforte. Cambridge, MA: Cambridge University Press. ISBN 978-0-521-11155-3. is an authoritative work covering the ancestry of the piano, its invention by Cristofori, and the early stages of its subsequent evolution.
- Sadie, Stanley; John Tyrrell, ур. (2001). The New Grove Dictionary of Music and Musicians (2nd ed.). London: Macmillan Publishers. ISBN 0-19-517067-9. contains a wealth of information. Main article: Edwin M. Ripin, Stewart Pollens, Philip R. Belt, Maribel Meisel, Alfons Huber, Michael Cole, Gert Hecher, Beryl Kenyon de Pascual, Cynthia Adams Hoover, Cyril Ehrlich, Edwin M. Good, Robert Winter, and J. Bradford Robinson. "Pianoforte".
- Banowetz, Joseph; Elder, Dean (1985). The pianist's guide to pedaling. Bloomington: Indiana University Press. ISBN 0-253-34494-8.
- Carhart, Thad (2002) [2001]. The Piano Shop on the Left Bank. New York: Random House. ISBN 0-375-75862-3.
- Ehrlich, Cyril (1990). The Piano: A History. Oxford, United Kingdom: Oxford University Press. ISBN 978-0-19-816171-4.
- Giordano, Sr., Nicholas J. (2010). Physics of the Piano. Oxford, United Kingdom: Oxford University Press. ISBN 978-0-19-954602-2.
- Lelie, Christo (1995). Van Piano tot Forte (The History of the Early Piano) (на језику: холандски). Kampen: Kok-Lyra.
- Loesser, Arthur (1991) [1954]. Men, Women, and Pianos: A Social History. New York: Dover Publications.
- Parakilas, James (1999). Piano Roles: Three Hundred Years of Life with the Piano. New Haven, Connecticut: Yale University Press. ISBN 0-300-08055-7.
- Reblitz, Arthur A. (1993). Piano Servicing, Tuning and Rebuilding: For the Professional, the Student, and the Hobbyist. Vestal, NY: Vestal Press. ISBN 1-879511-03-7.
- Schejtman, Rod (2008). Music Fundamentals. The Piano Encyclopedia. ISBN 978-987-25216-2-2. Архивирано из оригинала 2018-08-31. г. Приступљено 2020-05-06.
- White, William H. (1909). Theory and Practice of Pianoforte-Building. New York: E. Lyman Bill.